# Fire and Ice (poema)

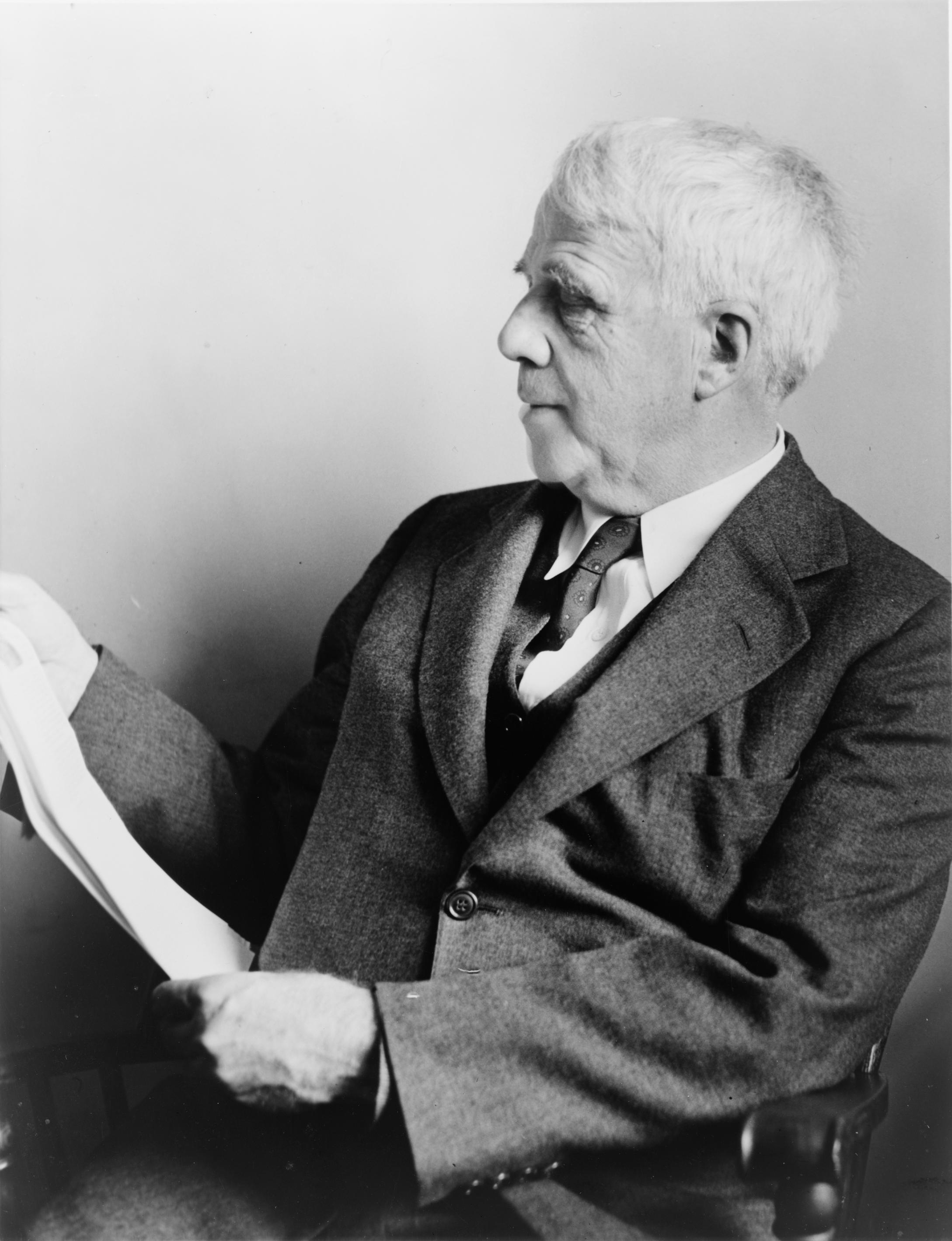
O autor do poema, Robert Frost (1941)

Fire and Ice ("Fogo e Gelo") é um dos poemas mais populares do estadunidense Robert Frost, publicado em dezembro de 1920 na revista Harper's. Ele discute o fim do mundo, comparando a força elemental do fogo com a emoção e desejo, e gelo com ódio.

## O poema
Some say the world will end in fire,
Some say in ice.
From what I’ve tasted of desire
I hold with those who favor fire.
But if it had to perish twice,
I think I know enough of hate
To say that for destruction ice
Is also great,
And would suffice.

## Inspiração
O poema foi inspirado em uma passagem do Canto 32 do Inferno de Dante, em que os traidores de sua própria espécie são mergulhados, enquanto num inferno de fogo, até o pescoço no gelo: "um lago tão ligado com gelo, / Não teve como água, mas como um direito claro de vidro ... / Eu vi, onde os pecadores são preservados no gelo. "